# Bianca Pascu
Bianca Pascu (n. 13 iunie 1988, Brașov, România) este o scrimeră olimpică română specializată pe sabie, laureată cu argint la Universiada de vară din 2011.

## Carieră
Primul sport a fost handbalul. S-a apucat de scrimă la vârsta de zece ani, după ce antrenorii de la CSM Brașov au făcut o prezentare la școală.
În anul 2008 a câștigat medalia de argint la individual și pe echipe la Campionatul European pentru juniori de la Gent. A obținut și argintul la Universiada de vară din 2011 de la Shenzhen, după ce a fost învinsă de ucraineanca Olha Harlan în finala. La Campîonatul Mondial de Scrimă din 2011 de la Catania, ea a trebuit să renunțe în tabloul de 64 în fața germancei Stefanie Kubissa, după ce și-a rupt un ligament la genunchi.
După ce a suferit trei intervenții chirurgicale, s-a calificat la Jocurile Olimpice din 2012. A fost eliminată în primul tur de chinezoaica Zhu Min cu scorul 10–15. La Campionatul Mondial din 2013 de la Budapesta, a dispus de Julieta Toledo din Mexic în tabloul de 64, dar s-a oprit în fața ucrainencei Halîna Pundîk. În sezonul 2014-2015 a ajuns în sferturile de finală la Campionatul European de la Montreux, dar a pierdut la o tușă cu ucraineanca Olena Voronina. La Campionatul Mondial de la Moscova, a fost eliminată de spaniola Araceli Navarro. A încheiat sezonul pe locul 45, cel mai bun din carieră. 

## Palmares
Clasamentul la Cupa Mondială
| An  | 2005 | 2006 | 2007 | 2008 | 2009 | 2010 | 2011 | 2012 | 2013 | 2014 | 2015 |
| --- | ---- | ---- | ---- | ---- | ---- | ---- | ---- | ---- | ---- | ---- | ---- |
| Loc | 100  | 212  | 371  | 99   | 54   | 65   | 82   | 53   | 93   | 242  | 45   |